# دندان عقل

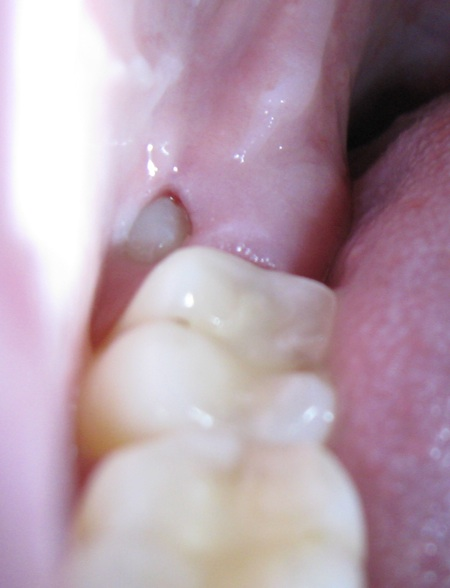
دندان عقل، آخرین دندان در فک (انسان)

دندان عقل (به انگلیسی: Wisdom tooth) به آخرین دندان انسان در هر قوس فکی گفته می‌شود که از اواخر دورهٔ نوجوانی تا دوران جوانی و معمولاً از سنین ۱۸ تا ۲۵ سالگی رویش پیدا می‌کنند. این دندان‌ها در افراد مختلف، ممکن است زودتر یا دیرتر از زمان مورد انتظار، ظاهر شوند.
دندان عقل، سومین و آخرین دندان از دندان‌های آسیای بزرگ است که در دهان انسان می‌روید و دندان‌پزشکان اصطلاحاً آن را دندان آسیای سوم یا سومین دندان مولار (M3) می‌نامند.
اگر فضای کافی برای بیرون آمدن طبیعی دندان‌های عقل وجود نداشته باشد، ممکن است این دندان‌ها به دندان‌های دیگر گیر کنند (دندان عقل نهفته). دندان‌های عقل نهفته با باور به این‌که دندان‌های دیگر را حرکت می‌دهند و باعث شلوغی می‌شوند هنوز هم گاهی برای درمان ارتودنسی برداشته می‌شوند با این‌که هر چند این عمل از لحاظ علمی دیگر درست نیست. اگر بهداشت دهان و دندان مشکل‌تر شود، دندان عقل نهفته ممکن است دچار پوسیدگی شود. دندان‌های عقل که تا حدی از طریق لثه بیرون می‌آیند نیز ممکن است باعث التهاب و عفونت در بافت‌های اطراف لثه شوند که به آن پریکورونیت (به انگلیسی: pericoronitis) می‌گویند. برخی از درمان‌های محافظه‌کارانه‌تر، مانند operculectomies، ممکن است برای برخی موارد مناسب باشند، اما دندان‌های عقل نهفته معمولاً به‌عنوان درمان برای این مشکلات کشیده می‌شوند، حتی قبل از این‌که این مشکلات رخ دهند. برخی از مؤسسات و محققان با این برداشتن پیشگیرانه دندان عقل نهفتهٔ عاری از بیماری مخالفند، از جمله خدمات بهداشت ملی بریتانیا و National Institute for Health and Care Excellence.

## ساختار
دندان‌های عقل، اَشکال بسیار متفاوتی دارند و در فک بالا معمولاً دارای تاج مثلثی شکل و ریشه‌های به هم چسبیده هستند. دندان‌های عقل فک پایین، کوچک‌ترین دندان از دندان‌های دائمی آسیا بوده و دارای ریشه‌های کوچک‌تر از حد معمول است که معمولاً به یکدیگر چسبیده هستند.

## نماد دندانی
چندین سیستم نشانه گذاری در دندانپزشکی برای شناسایی دندان‌ها استفاده می‌شود. در سیستم پالمر/زیگموندی، دندان‌های عقل راست و چپ فک بالا با ۸┘ و └۸ نشان داده می‌شوند، در حالی که ۸┐و ┌۸ نمایانگر دندان‌های عقل راست و چپ فک پایین هستند.
تحت سیستم نمادگذاری FDI، مولر سوم فک بالا سمت راست و چپ به ترتیب با شماره ۱۸ و ۲۸ و مولر سوم فک پایین راست و چپ با شماره ۴۸ و ۳۸ شماره‌گذاری می‌شوند. طبق سیستم شماره‌گذاری جهانی، دندان‌های عقل بالا سمت راست و چپ با شماره ۱ و ۱۶ و دندان‌های عقل راست و چپ پایین ۱۷ و ۳۲ هستند.

## شیوع
معمولاً بزرگسالان، دارای ۲ دندان عقل در فک بالا ،۲ دندان عقل در فک پایین و در مجموع دارای ۴ دندان عقل هستند اما تعداد این دندان‌ها می‌تواند از صفر تا بیش از چهار دندان باشد. آژنزی و رویش این دندان‌ها در افراد با نژادهای مختلف، متفاوت است؛ مثلاً در بومیان تاسمانی، رویش دندان عقل بسیار نادر است اما بومی‌های مکزیک، همواره دارای دندان عقل هستند. این تفاوت‌ها با ژن‌های PAX1 و MSX1 مرتبط است. زمان رویش این دندان‌ها نیز در افراد مختلف، متفاوت است؛ مثلاً رویش دندان عقل در نژادهای آفریقایی، زودتر از افراد آسیایی یا اروپایی رخ می‌دهد.

## نهفتگی
گاهی به دلایلی از جمله دلایل ارثی، بیماریهای دوران کودکی (کم خونی، راشیتیسم)، عدم هماهنگی رشد استخوان فک با اندازه دندان‌ها و … این دندان‌ها در داخل فک نهفته می‌مانند. همچنین ممکن است قسمتی از تاج دندان به‌طور ناقص در دهان ظاهر شود، که در این صورت به آن دندان عقل نیمه نهفته گفته می‌شود. دندان نهفته دندانی است که از زمان رویش آن گذشته و به دلایل متعدد قادر نیست که در ردیف مناسب سایر دندان‌ها قرار گیرد. چنین دندان عقلی ممکن است در بافت نرم یا سخت، گیر کرده باشد.
مشکلاتی که دندان‌های عقل نهفته می‌توانند ایجاد کنند عبارت است از التهاب بافت نرم پوشانندهٔ این دندان‌ها مانند بافت لثه و بافت فولیکل دندانی که در اغلب موارد در ارتباط با دندان‌های نیمه نهفته یا رویش‌یافته اتفاق می‌افتد. پوسیدگی دندان یا پوسیدگی در ناحیهٔ مجاور دندان عقل، خطر صدمه رسیدن به دندان مجاور را افزایش می‌دهد و اغلب منتج به درد شدید در ناحیه می‌گردد.

## اهمیت بالینی

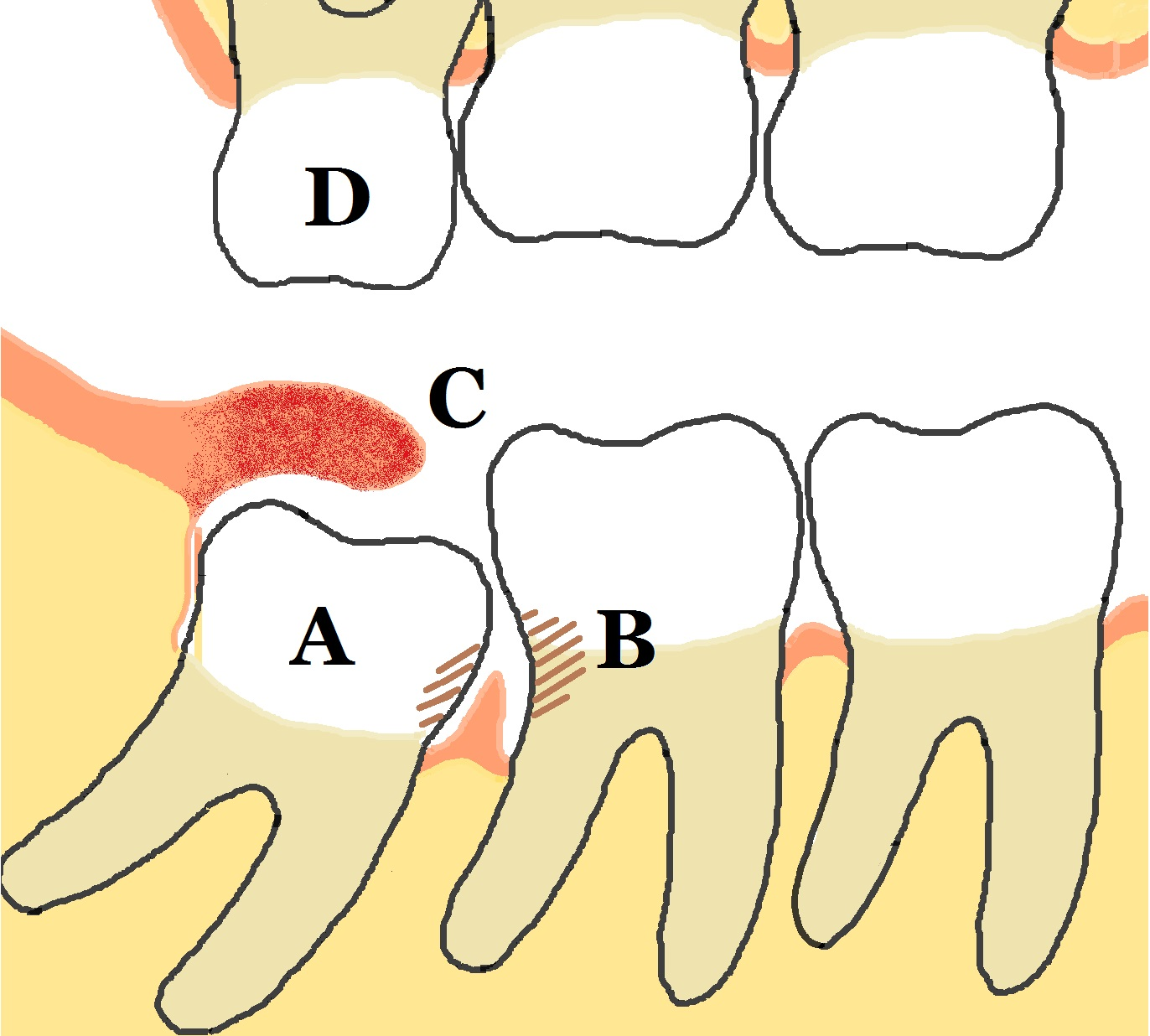

از مشکلاتی که دندان‌های عقل روییده، نهفته و نیمه نهفته می‌توانند ایجاد کنند، می‌توان به موارد زیر اشاره کرد:
الف. اثر فشاری محدودیت فضا در قوس فکی یا رشد دندان عقل در جهات نادرست موجب مشکلاتی مانند این موارد می‌شود:
1. تحلیل ریشهٔ دندان آسیای دوم (در صورت الگوی رشدی نادرست دندان (به صورت افقی))
2. تشکیل کیست‌ها و تومورهای با منشأ دندانی در اطراف دندان عقل نهفته که بسته به نوع ضایعه ممکن است خوش‌خیم یا بدخیم باشند.
3. ایجاد عفونت‌های دهان و دندان مانند پیوره و التهاب مغز دندان و ایجاد ورم و بدبویی دهان
4. تضعیف استخوان فک توسط یک دندان نهفته و عدم استحکام مکانیکی استخوان فک در برابر ضربه
5. نامرتب شدن و درهم‌ریختگی بقیهٔ دندان‌های فک
6. دشوار شدن حفظ بهداشت دهان و دندان

## مورفولوژی دندان
مورفولوژی دندان عقل می‌تواند متغیر باشد.
دندان‌های آسیاب سوم فک بالا (بالایی) معمولاً دارای یک تاج مثلثی با یک حفره مرکزی عمیق هستند که چندین شقاق نامنظم از آن منشأ می‌گیرند. ریشه‌های آنها معمولاً به هم جوش می‌خورند و می‌توانند شکل نامنظم داشته باشند.
دندان‌های آسیاب سوم فک پایین (فک پایین) کوچک‌ترین دندان‌های مولر در دندان‌های دائمی هستند. تاج معمولاً یک شکل مستطیل گرد به خود می‌گیرد که دارای چهار یا پنج کاسپ با الگوی شکاف نامنظم است. ریشه‌ها به شدت کاهش می‌یابند و می‌توانند با هم ترکیب شوند.

## خارج کردن دندان عقل

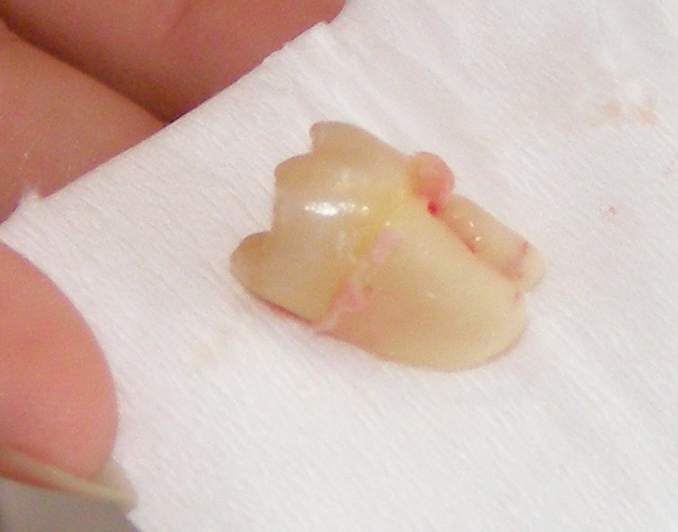
دندان عقل، خارج شده از فک

این دندان‌ها نقش چندانی در جویدن غذا ندارند و با توجه به مشکلاتی که ذکر شد، ممکن است لازم باشد توسط دندانپزشک از فَک خارج شوند. البته خارج کردن بدون دلیل آن به خاطر احتمال آسیب به اعصاب توصیه نمی‌شود. بهترین سن برای خارج کردن دندان عقل از دهان، زیر ۲۰ سالگی است. البته در سنین ۲۰ تا ۴۰ سالگی هم امکان خارج کردن آن‌ها وجود دارد، ولی پس از ۴۰ سالگی کشیدن دندان عقل دشوارتر می‌شود.
خارج کردن این دندان ممکن است عوارضی مانند خونریزی، آسیب به اعصاب و… داشته باشد.

## پیشینه
انسان‌های نخستین به منظور جویدن ریشه گیاهان و برخی میوه‌ها، به دندان عقل که در انتهای ردیف دندان‌ها قرار دارد، احتیاج داشتند اما امروزه با تغییر عادات غذایی بشر، نیازی به دندان عقل نیست. از این رو در بسیاری از مردم این دندان تکامل و رشد پیدا نکرده است. اما هنوز هم خاصیت جویدن غذا را دارد